# Бред Міллер (хокеїст)
Бред Міллер (англ. Brad Miller, нар. 23 липня 1969, Едмонтон) — колишній канадський хокеїст, що грав на позиції захисника.

## Ігрова кар'єра
Професійну хокейну кар'єру розпочав 1988 року.
1987 року був обраний на драфті НХЛ під 22-м загальним номером командою «Баффало Сейбрс». 
Протягом професійної клубної ігрової кар'єри, що тривала 13 років, захищав кольори команд «Баффало Сейбрс», «Оттава Сенаторс» та «Калгарі Флеймс» але більшість часу своєї кар'єри провів виступаючи за клуби ІХЛ.

## Статистика НХЛ
|                  | Сезони | І  | Г | П | О | ШХ  |
| ---------------- | ------ | -- | - | - | - | --- |
| Регулярний сезон | 6      | 82 | 1 | 5 | 6 | 321 |